# المخللات الصينية

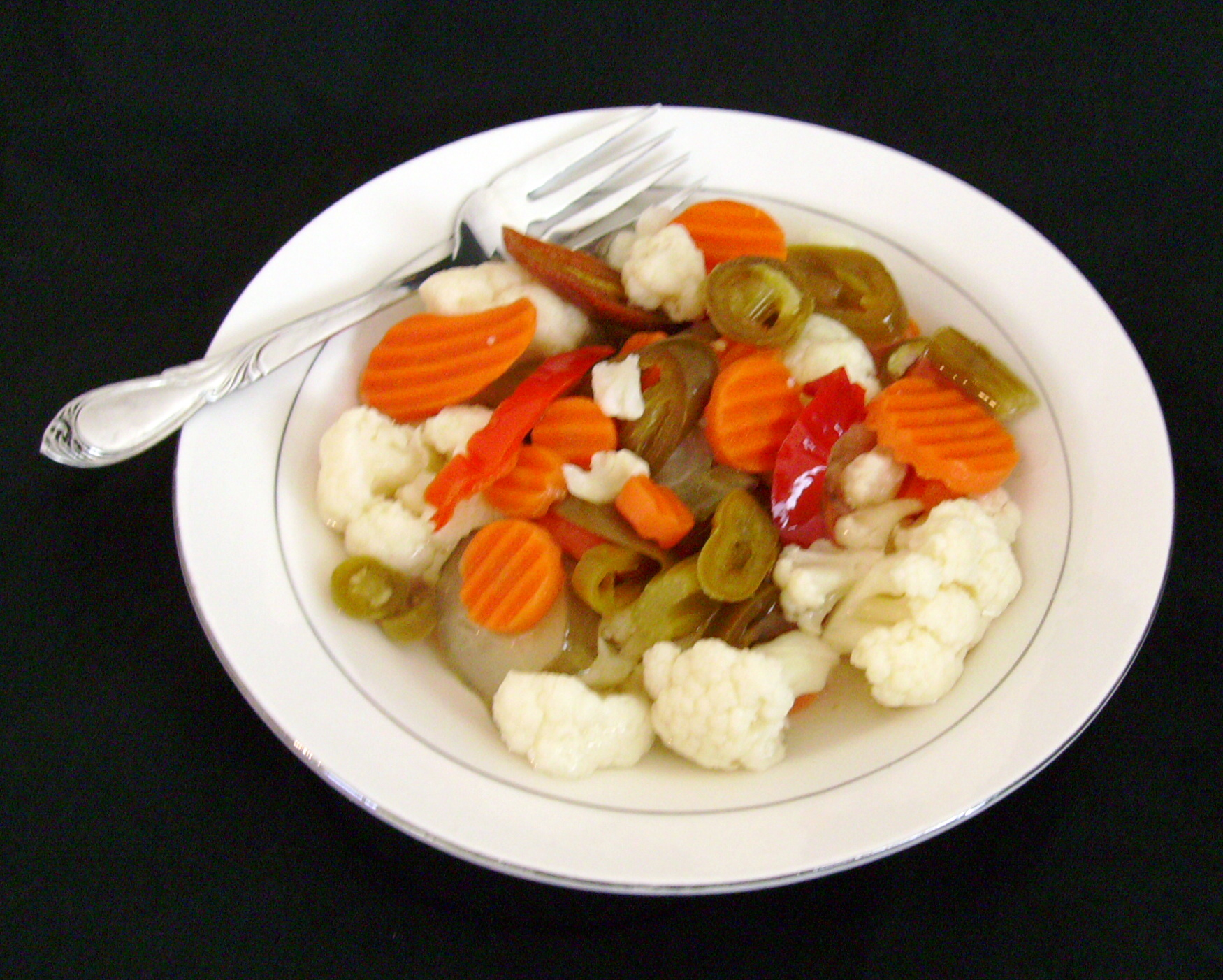
مزيج حار من الخضروات يعرف باسم الجياردينيرا.

تتكون المخللات الصينية من خضروات أو فواكه مختلفة تم تخميرها بالتخليل بالملح أو في مخاليط تعتمد على صلصة الصويا أو معجون الفول (酱菜؛醬菜؛). عادةً ما يتم العمل على المجموعة الأولى باستخدام الخضار والفواكه الغنية بالألياف، مثل الملفوف الصيني والجزر والتفاح والأناناس، بينما تُصنع المجموعة الأخيرة باستخدام مجموعة متنوعة من الخضروات، بدءًا من الخردل والخيار إلى البطيخ والفجل الشتوي. حتى الآن، هناك أكثر من 130 نوعًا من المخللات.

## التاريخ
المخلل الصيني له تاريخ طويل يعود إلى 1100 قبل الميلاد، خلال عهد أسرة تشو. يعود تاريخ الخضروات والفاكهة التي يتم تخليلها إلى القرن السادس قبل الميلاد  غالبًا ما يتم تخليل الأطعمة خلال موسم الحصاد للاستهلاك خلال أوقات لاحقة من العام. 

## نكهة
كل المخلل الصيني يحتاج إلى موازنة النكهات مثلا الحلو والحامض واللاذع والمالحى والمر. هناك أيضًا مخللات حارة، مثل فلفل سيشوان. ومع ذلك، لا تزال معظم المخللات الصينية تهدف إلى تحقيق التوازن بين مذاق الخل والملح والثوم والزنجبيل وصلصة الصويا والفلفل الحار والسكر والخضروات أو الفاكهة نفسها.  معضم المخللات تحتاج العديد من الأشهر حتى تتخمر الخضار والفاكهة، ولكن هناك أيضًا «مخللات سريعة» يمكن تناولها بعد ساعات قليلة أو أيام قليلة من التحضير. مخللات الخيار، على سبيل المثال، يمكن أن تؤكل بعد أن تم تخليلها في مرطبان لمدة ثلاث ساعات. 

## استهلاك
يمكن تناول المخلل الصيني مباشرة من البرطمان كمقبلات، أو استخدامه كمكون لطهي طبق أكبر.  قبل الوجبة، يتم تقديمه مع النبيذ أو البيرة أو المشروبات الغازية أو الشاي لتحفيز شهية الناس. يأكل الناس الأطباق الصغيرة من المخللات الصينية وبعض الوجبات الخفيفة للشرب والدردشة.  تستخدم المخللات الصينية كمكونات لطهي الطعام كقاعدة للنكهة.  يعتبر مخلل الزنجبيل والفلفل الحار من المكونات الأكثر استخدامًا لصنع طعام سيتشوان. يمكن أن يساعد أيضًا في إضفاء نكهة على الخضروات واللحوم والدواجن والمأكولات البحرية وتحسينها. على سبيل المثال، يُطبخ حساء البط الصيني مع مخلل الفجل لجعل الحساء أكثر لذة.

## التتبيل
عادة ما يتم نقع الخضار في خليط صلصة الصويا مع السكر والخل والملح والتوابل الإضافية. تُسلق الخضار قليلاً في خليط الصويا قبل أن تترك لتبرد ولامتصاص ماء الملح